# Hästtjärnen (Sorsele socken, Lappland, 729200-152545)
Hästtjärnen är en sjö i Sorsele kommun i Lappland och ingår i Umeälvens huvudavrinningsområde. Sjön har en area på 0,0685 kvadratkilometer och ligger 707,3 meter över havet. Hästtjärnen ligger i Vindelfjällen Natura 2000-område.

## Delavrinningsområde
Hästtjärnen ingår i det delavrinningsområde (729682-152451) som SMHI kallar för Inloppet i Svappanjaure. Medelhöjden är 762 meter över havet och ytan är 35,77 kvadratkilometer. Det finns inga avrinningsområden uppströms utan avrinningsområdet är högsta punkten. Tjåterbäcken som avvattnar avrinningsområdet har biflödesordning 3, vilket innebär att vattnet flödar genom totalt 3 vattendrag innan det når havet efter 345 kilometer. Avrinningsområdet består mestadels av skog (56 procent) och kalfjäll (40 procent). Avrinningsområdet har 0,48 kvadratkilometer vattenytor vilket ger det en sjöprocent på 1,3 procent.